# 胡價 (進士)
胡價（1532年—？），字士重，號玉吾，湖廣襄阳府宜城縣人，軍籍。明朝政治人物，同進士出身。

## 生平
胡價為嘉靖三十四年（1555年）乙卯科湖广乡试第十四名舉人，嘉靖四十一年（1562年）中式壬戌科会试第三十二名，三甲九十六名進士。初授浙江臨海縣知县，嘉靖四十五年（1566年）任順天府固安縣知縣，隆慶元年（1567年）二月选授礼科给事中，三年闰六月復除原职，四年五月升兵科右，再升工科左，五年四月升刑科都，六年五月升河南布政司右參政，七月升太常寺少卿提督四夷館，升大理寺右少卿。
萬曆五年（1577年）二月起补大理寺左少卿，闰八月升南京光禄寺卿，六年二月升南京右僉都御史、提督操江兼管巡江，八年闰四月升左僉都御史，晉左副都御史，十年七月遷刑部右侍郎。张居正死後，十一年四月因生员吴仕期致死一案被南京湖廣道御史孫維城弹劾，令回籍聽勘。《宜城縣志》有傳。

## 著作
著有《榮壽異數》。吳道邇纂修《萬曆襄陽府志》是其作序。

## 家族
曾祖胡敬；祖父胡淇，義官；父胡振珮，衛經歷。母毛氏。具庆下。兄伟、价、倬。